# Lee Rhiannon
Lee Rhiannon, née le 30 mai 1951 à Sydney (Australie), est une femme politique australienne. Membre des Verts, elle est sénatrice de la Nouvelle-Galles du Sud à partir du 2011 jusqu'au 2018.